# Bravina
Bravina je meso ovčjih samic in skopljenih samcev starejših od enega leta. Meso je podobne kakovosti kot ovčetina, vendar je obdano z maščobnim tkivom. Pri pripravi je potrebno jed močno začiniti, da se prekrije močan vonj mesa. Bravino največkrat uporabljajo predelano v klobase ali dimljeno meso, pripravlja pa se tudi kot pečenka ali kuhano meso.
Močan vonj je mogoče omiliti, če meso pred peko prelijemo z vrelo vodo, ki jo zavržemo.